# Leones del Caracas
Uniformes

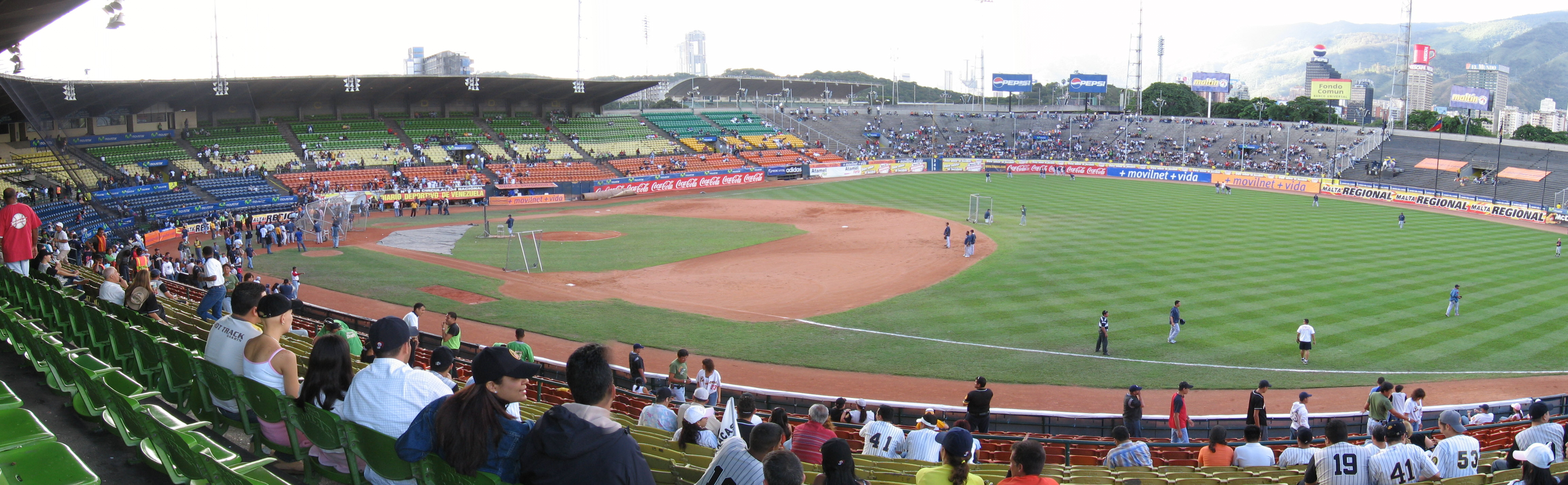
Estadio Universitario

Les Leones del Caracas sont une franchise vénézuélienne de baseball évoluant en Ligue vénézuélienne de baseball professionnel. Cette formation joue au stade universitaire de Caracas, au sein de l’Université Centrale de Venezuela (UCV). Le nom du club provient de celui donné par Diego de Losada à la ville de Caracas lors de sa fondation en 1567 : Santiago de León de Caracas.

## Histoire
Le club est fondé en 1952. Il joue le 17 octobre 1952 contre les Navegantes de Magallanes et gagne 4-0. Dans les années 1960, l’équipe remporte quatre titres. 
Dans les années 1970 il en gagne trois, puis cinq dans la décennie suivante. C’est dans les années 1980 que les Lions de Caracas s’emparent du titre de la série des Caraïbes. Les années 1990 sont moins brillantes, avec un seul titre nationale en 1995. 
En 2000 les droits du club sont vendus à l’Organización Cisneros, un conglomérat spécialisé dans les médias dirigé par le magnat Gustavo Cisneros qui apporte quelques changements. Ils jouent deux finales consécutives en 2005 et 2006, remportant le titre au cours de cette dernière. La même année, les Lions gagnent leur second titre de la Série des Caraïbes.

## Rivalités
Le club est l’un des plus suivis du Venezuela. C’est aussi le cas de son rival, les Navegantes del Magallanes, car ce sont deux équipes très suivies. Il existe également une rivalité avec les Tiburones de La Guaira, qui joue dans le même stade que les Lions.

## Palmarès

### Au Venezuela
17 Titres nationaux
- 1952/1953 • 1956/1957 • 1961/1962 • 1963/1964 • 1966 /1967 • 1966/1967 • 1972/1973 • 1977/1978 • 1979 /1980 • 1980/1981 • 1981/1982 • 1986/1987 • 1987 /1988 • 1989/1990 • 1994/1995 • 2005/2006 • 2009/2010

### Série des Caraïbes
2 Titres
- 1982 	(Hermosillo • Mexico)
- 2006 	(Maracay - Valencia • Venezuela)